# Звук тишине
Звук тишине је други студијски албум српске певачице Александре Пријовић. Објављен је 21. јула 2022. године за A Music. Први је њен албум који није објављен за Grand Production. Албум чини седам песама, уз додатних шест песама на бонус издању.

## Списак песама
| №               | Назив           | Трајање |  |
| 1.              | Звук тишине     | 3.03    |  |
| 2.              | Саботирам       | 3.06    |  |
| 3.              | Ја сам одлично  | 2.51    |  |
| 4.              | Огавно          | 3.33    |  |
| 5.              | Јавно место     | 3.17    |  |
| 6.              | Марш            | 4.11    |  |
| 7.              | Светло          | 3.21    |  |
| Укупно трајање: | Укупно трајање: | 23.49   |  |

| №               | Назив                  | Трајање |  |
| 8.              | Дугујеш ми два живота  | 3.47    |  |
| 9.              | Непоновљиво            | 3.05    |  |
| 10.             | Дођи себи (са групом ) | 4.01    |  |
| 11.             | Легитимно              | 3.19    |  |
| 12.             | Богата сиротиња        | 3.42    |  |
| 13.             | Сачувај тајну          | 5.49    |  |
| Укупно трајање: | Укупно трајање:        | 46.12   |  |